# Siruma
Siruma es un municipio filipino de cuarta clase, perteneciente a la provincia de Camarines Sur, en la región de Bicolandia.

## Toponimia
El lugar puede aparecer referido como «Siruma» y «Siroma».

## Historia
Hacia mediados del siglo XIX, el lugar pertenecía al pueblo de Tinambac. Aparece descrito en el segundo volumen del Diccionario geográfico, estadístico, histórico de las Islas Filipinas (1851) de Manuel Buzeta Núñez y Felipe Bravo con las siguientes palabras:

SIROMA: visita del pueblo de Tinambac, en la isla de Luzon, prov. de Camarines Sur, dióc. de Nueva Cáceres; sit. en los 126° 58' 30" long. 14° 2' 40" lat., en la costa N. de la prov., terr. montuoso y clima templado. Hállase unas 3 ½ leg., al N. de su matriz, en cuyo artículo incluimos sus prod. pobl. y trib.
(Buzeta y Bravo, 1851, p. 432)

En 2020, tenía censados 19 419 habitantes.